# Ahmed Kantari
Ahmed Kantari (Blois, 28 giugno 1985) è un allenatore di calcio ed ex calciatore francese naturalizzato marocchino, di ruolo difensore, vice del Nantes.

## Palmarès

### Giocatore

#### Competizioni nazionali
- Coppa di Francia: 1

PSG: 2005-2006